# Folkomröstningen om basinkomst i Schweiz

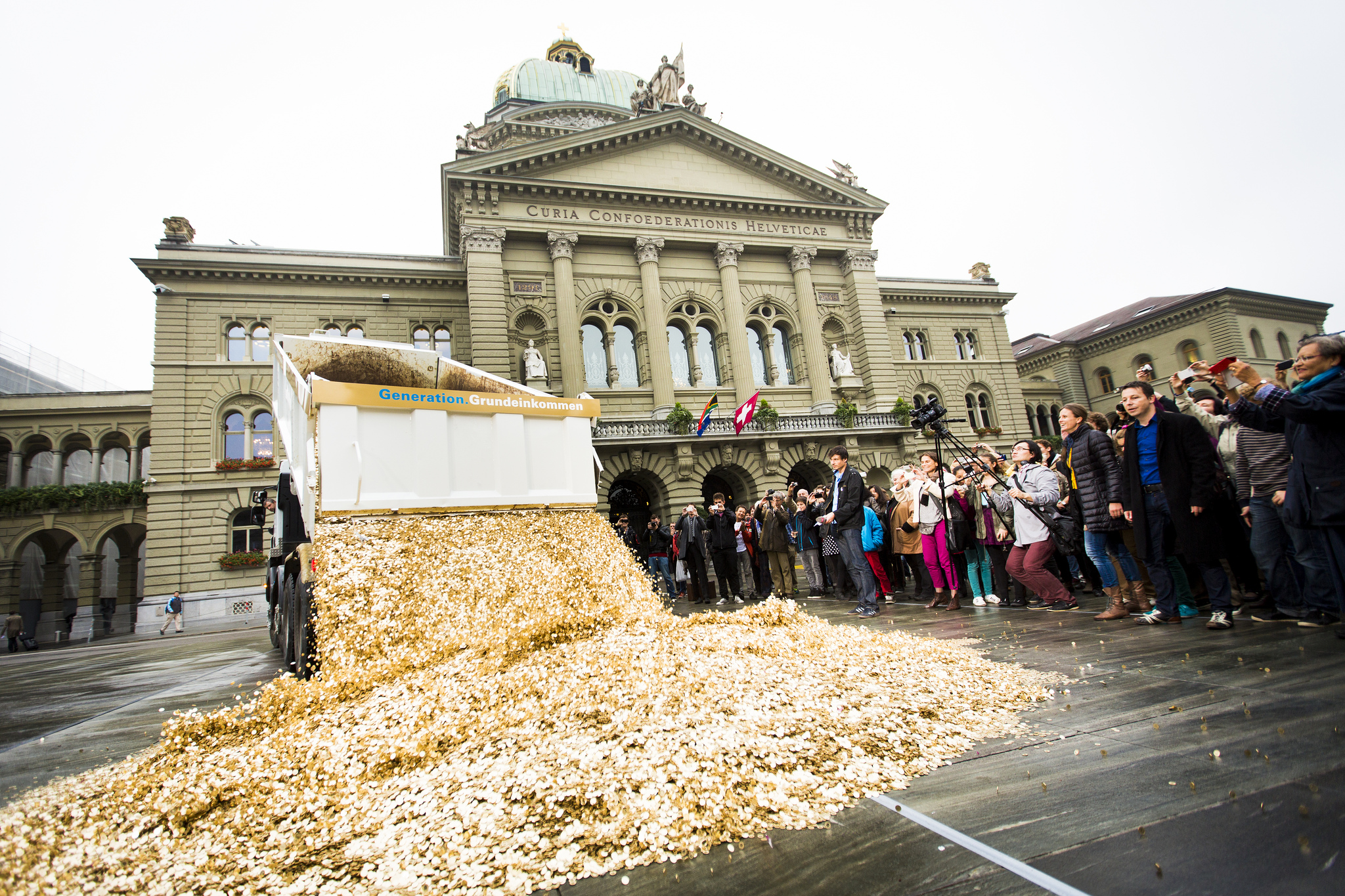
Den 4 oktober 2013 arrangerade aktivisterna i Generation Grundeinkommen en manifestation i Bern. Åtta miljoner mynt tippade ut på torget utanför parlamentet för att symbolisera basinkomst till alla landets invånare. Detta för att fira insamlingen av 125.000 underskrifter för en folkomröstning om basinkomst/medborgarlön.

Folkomröstningen om basinkomst i Schweiz ägde rum den femte juni 2016. Folkomröstningen avsåg ett tillägg till konstitutionen där medborgarnas ovillkorliga rätt till basinkomst stadfästs. Resultatet i folkomröstningen blev 23,1 procent ja mot 76,9 procent nej. Omröstningen föregicks av en namninsamling och en kampanj med flera spektakulära inslag. Aktivisterna bakom kampanjen ville med initiativet främja en debatt om synen på arbete, pengar och värdighet. Schweiz regering Förbundsrådet, som såg en rad problem med reformen, rekommenderade avslag.

## Bakgrund

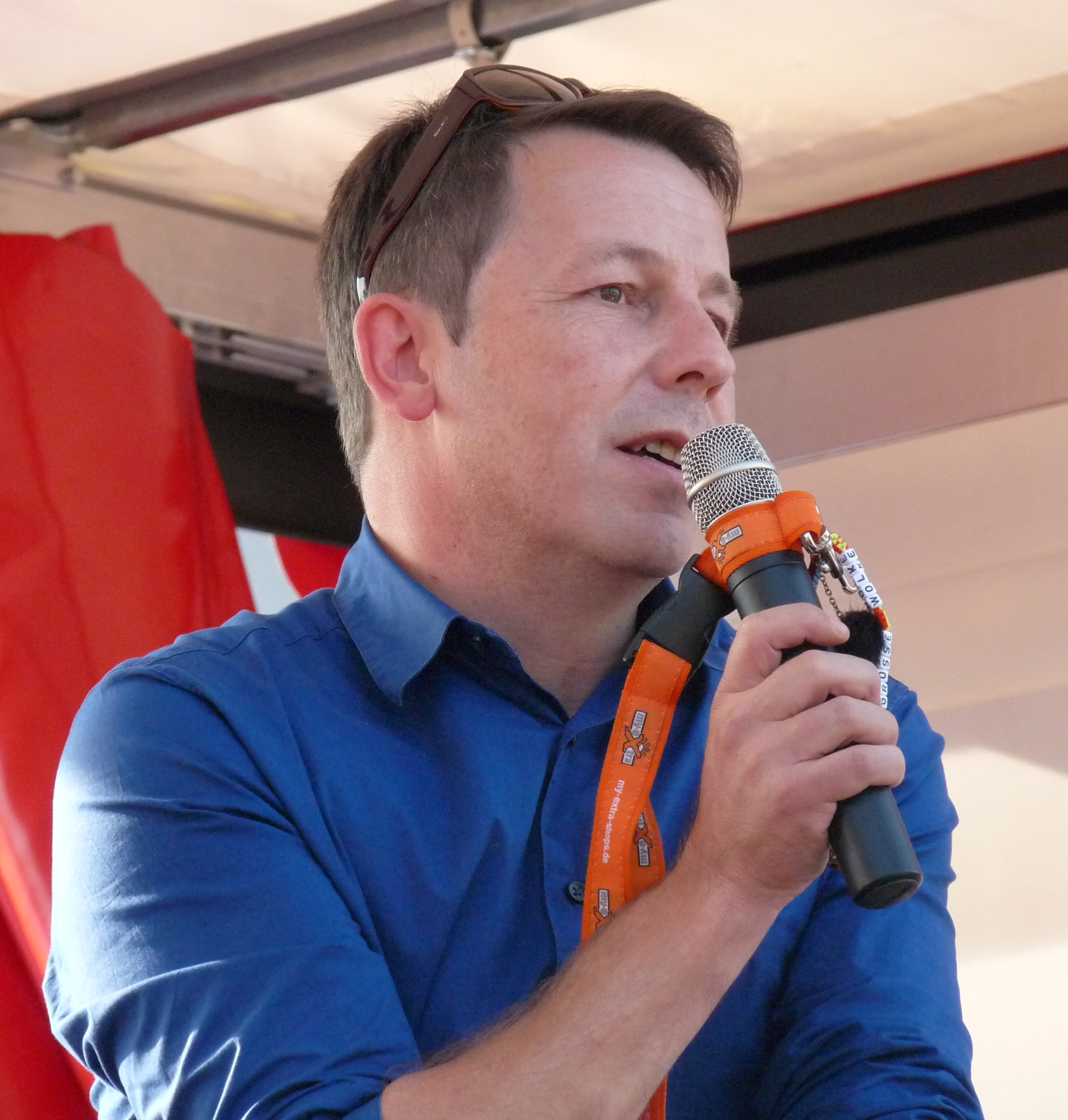
Daniel Häni, en av initiativtagarna till namninsamlingen och även aktiv i den tyska debatten. Fotot från hans tal i Berlin den 14 september 2013.

Under 1980-talet och 1990-talet var debatten om basinkomst endast sporadisk i Schweiz. I början av 2000-talet ökade dock debatten i Tyskland vilket delvis spillde över på Schweiz. Två organisationer bildades. “Initiative Grundeinkommen” och BIEN‐Switzerland. Dessutom tog en Attac-grupp ställning för basinkomst. Dessa organisationer hade viss framgång, bland annat genom debattartiklar i rikstäckande tidningar.
2008 publicerades en video, Grundeinkommen - ein Kulturimpuls, som fick stor spridning och numera översatts till mer än tio språk. Männen bakom videon, Enno Schmidt och Daniel Häni, var därefter också drivande i namninsamlingen och kampanjen runt den.
Namninsamlingen startades i april 2012. I början av mars 2013 hade ca 70.000 skrivit på och i samband med det anordnades en konferens i Dornach. Konferensen handlade om erfarenheter från namninsamlingen så långt och om det var bra eller inte att den inte var kopplad till något parti..

## Spektakulär marknadsföring

### "Guldsläppet"
Det första stora marknadsföringsjippot ägde rum den fjärde oktober 2013 då åtta  miljoner mynt tippades ut på torget utanför parlamentet i Basel. Aktionen var ett led i firandet av den lyckade namninsamlingen, men även en symbol för att basinkomst enligt definitionen är något som alla får utan villkor.

### "Världens största fråga"
Den 14 maj 2016, tre veckor före folkomröstningen, visades projektet "Världens största fråga" upp för allmänheten. Frågan, "Vad skulle du arbeta med om din inkomst var garanterad?", var då skriven i mycket stora bokstäver på ett tygstycke med arean 8000 kvadratmeter. Det hela placerades på en central öppen plats i Genève och syftet med projektet var att väcka global uppmärksamhet åt den kommande folkomröstningen.

## Ställningstaganden inför folkomröstningen

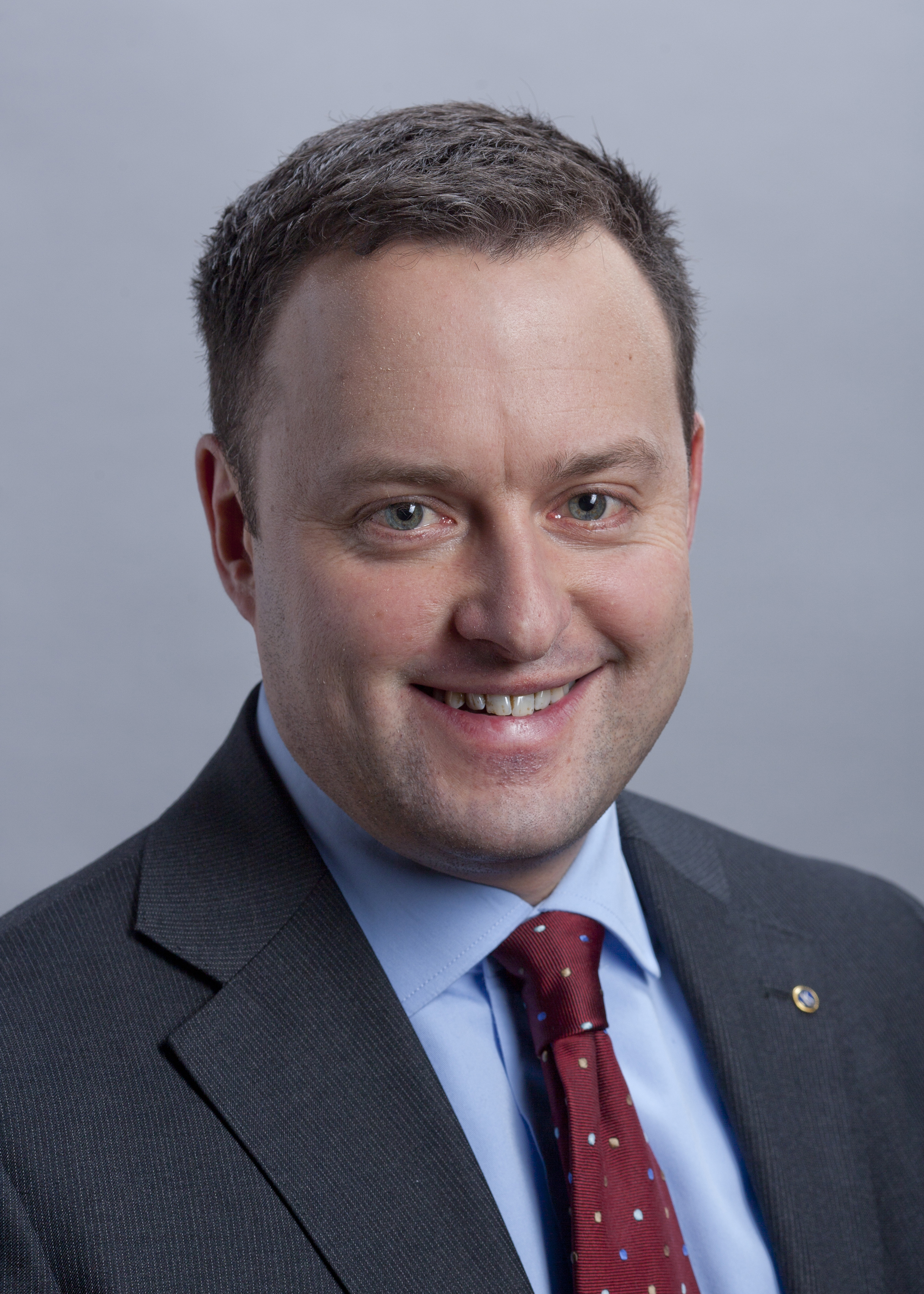
Sebastian Frehner, medlem av Schweiz nationella råd, som uttryckt stark kritik mot basinkomst.

Schweiz regering, Förbundsrådet, rekommenderade avslag på initiativet i en rapport publicerad i augusti 2014. Författarna till utredningen höll med initiativtagarna om att alla har rätt till ett värdigt liv, men menade att det målet uppnås med det existerande välfärdssystemet. Utredarna pekade i övrigt på ekonomiska och moraliska problem med förslaget, i synnerhet på den föreslagna nivån. Bland annat uttrycktes en oro för att i synnerhet  kvinnor skulle gå ner i arbetstid och att lågbetalda jobb skulle upphöra eller försvinna utomlands.
Bland de organisationer som stödde basinkomstinitiativet kan främst nämnas Schweiz Piratparti och socialistparti samt  fackföreningen SYNA Socialdemokraterna överlag motsatten sig konceptet. Dock var det vissa ledande socialdemokrater som var positiva till konceptet, såsom Cédric Wermuth, före detta ordförande för Unga socialister (Socialdemokraternas ungdomsförbund).
Förespråkare som Daniel Häni och Enno Schmidt gav flera intervjuer inför folkomröstningen. Daniel Häni menar att basinkomst skulle främja kreativiteten och att den förlamande och onödiga rädslan för existensen skulle släppa. 
Rudolf Minch, chef för Företagarnas intresseorganisation Economie Suisse och Ive Marx, professor i socialpolitik vid University of Antwerpen, var båda starkt kritiska. Rudolf Minch såg den föreslagna basinkomsten som orealistisk på grund av den höga kostnaden och för att BNP, enligt hans beräkningar, skulle sjunka kraftigt. Ive Marx resonerade på samma sätt och menade att debatten endast är symbolisk, inte praktisk och realistisk. .

## Resultat
| För                           | För  | Emot         | Emot | Ogiltiga/ blankröster | Antal röstande totalt | Röstberättigade | Procent röstande | Kantoner för | Kantoner för | Kantoner emot | Kantoner emot | Resultat  |
| Antal röster                  | %    | Antal röster | %    | Ogiltiga/ blankröster | Antal röstande totalt | Röstberättigade | Procent röstande | Entiers      | Demi         | Entiers       | Demi          | Resultat  |
| ----------------------------- | ---- | ------------ | ---- | --------------------- | --------------------- | --------------- | ---------------- | ------------ | ------------ | ------------- | ------------- | --------- |
| 568 660                       | 23,1 | 1 897 528    | 76,9 | 28 660                | 2 494 848             | 5 313 442       | 46,95            | 0            | 0            | 20            | 6             | Förkastat |
| Source: Gouvernement Suisse 1 |      |              |      |                       |                       |                 |                  |              |              |               |               |           |

## Press och media

### Brittisk och amerikansk media

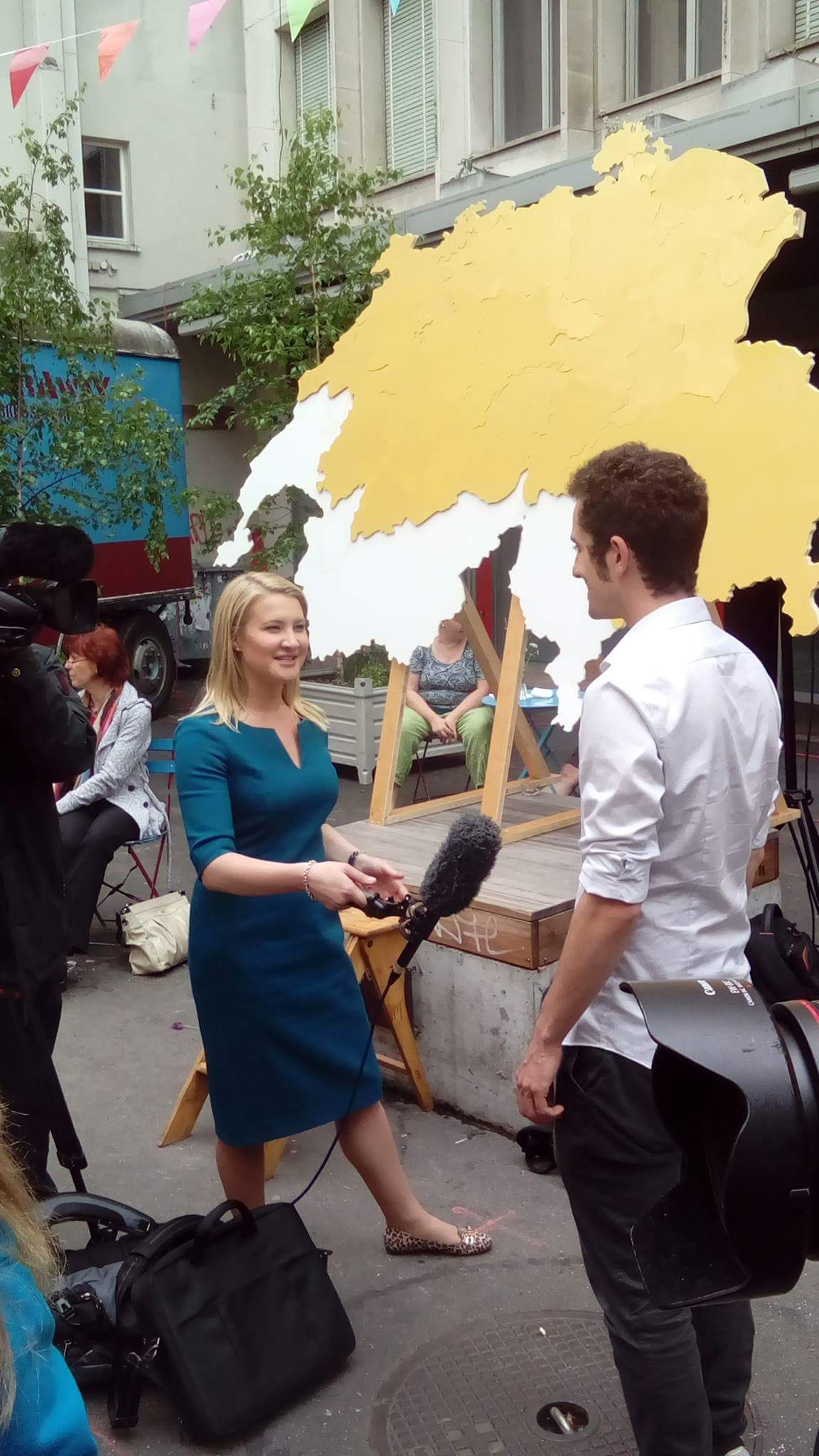
Reuters på festen i Basel efter folkomröstningen där de gjorde ett antal intervjuer med ledande personer från kampanjen.

Kampanjen uppmärksammades av brittiska/amerikanska medier såsom BBC News, Business Week, Reuters, USA Today och New York Times. Enno Schmidt intervjuades exempelvis i New York Times där han beskrev reformens positiva potential att öka trygghet och värdighet till de fattiga, men också främja kreativitet och entreprenörskap. Daniel Straub intervjuades i Business Insider. Seattle Times uppmärksammade kampanjen  genom två kolumner, en som gillade idén och en som ogillade. Reportaget i Fox News kan också nämnas, där idén behandlades med gillande. Strax efter folkomröstningen anordnade kampanjgruppen en fest i Basel för att fira, men också för att meddela resultatet från alla kantoner. Ett flertal medieföretag var där även då och bland de utländska märktes särskilt Reuters (se bilden).

### Nordeuropa
I Sverige rapporterade bland annat Svenska Dagbladet, ETC och Dagens Industri om folkomröstningen. Dagens Industri skrev i sin notis att det var en gräsrotsrörelse som uppstått i kölvattnet på finanskrisen och att den föreslagna nivån på basinkomsten motsvarade 17.700 kronor i månaden, "som alla vuxna ska ha rätt till oavsett insats i samhället". Även Sveriges Radio gjorde ett reportage inför folkomröstningen där Daniel Häni och Rudolf Minsch intervjuas. Minsch säger i radiointervjun att medborgarlön är en utopi som inte skulle kunna införas utan enorma kostnader och strypt tillväxt. Häni ser å sin sida basinkomsten som en frihetsreform. Angående kritiken mot att ingen skulle göra de tråkiga jobben, såsom städjobb, menar han att då kan man dela på dessa jobb, eller höja lönerna. I programmet framkommer också att det finns en allmän kritik mot höga bankbonusar och stora klyftor i Schweiz, men också skepsis mot att "få pengar utan att arbeta".

### Övriga världen
Russia Today sände live från guldsläppet, liksom även kinesisk media. Arabisk, kroatisk, slovensk och makedonsk press rapporterade också. I Afrika skrev Stabroek News i Guyana en krönika.. Business Insider Australia hade inför omröstningen en artikel där såväl bakgrunden som några av huvudargumenten togs upp, däribland växande ojämlikhet och ohälsa. Dock menade författaren, Danny Winik, att det var högst osannolikt att det skulle bli ett ja i folkomröstningen, i synnerhet eftersom nästan alla partier ställt sig på motståndarsidan..Strax efter folkomröstningen rapporterade också flera utomeuropeiska tidningar om utfallet, däribland Al Jazeera, Irish Times och Indian Express.

## Efterdebatt och analys av valresultatet
Enligt Che Wagner, medgrundare av “Generation Grundeinkommen” och kampanjledare för "ja-sidan" inför folkomröstningen, så var det väntat att nej-sidan i folkomröstningen skulle vinna. Dels eftersom Schweiz och schweizarna är konservativa när det gäller politiska förändringar och eftersom den lutherska arbetsetiken fortfarande är stark. Men också eftersom alla stora partier och etablissemanget över lag ställde sig på nej-sidan. Han framhåller dock även att samma dag som schweizarna med 76.9 procents majoritet röstade nej till basinkomst i just denna omröstning så svarade 69 procent att de trodde att det skulle komma en ny folkomröstning i frågan i den nära framtiden. En stor majoritet tror med andra ord på en fortsatt nationell debatt i frågan. En möjlig väg framåt för att föra frågan vidare i Schweiz, enligt Wagner, är lokala experiment (i städer och/eller kantoner).